# Famille von Schöning
La famille von Schöning est une famille noble, établie en Poméranie depuis le XIIIe siècle.

## Histoire
La famille apparaît pour la première fois dans un document au début du XIIIe siècle avec Jordanus de Scheninge. Le nom proviendrait de la ville de Schöningen, à l'est de Brunswick. En Poméranie, la famille apparaît pour la première fois au milieu du XIIIe siècle avec le chevalier Conradus de Scheninghe. Il est répertorié comme témoin dans deux documents du duc Barnim Ier, à savoir dans la charte de la ville de Stargard-en-Poméranie et dans un acte de donation de 1250, avec lequel le duc donne l'église de Pyritz à l'abbaye de Wülfinghausen (de). La lignée commence en 1331 avec Ulrich von Schöning.
L'inféodation du duc Bogislaw X de Poméranie en 1520 montre l'étendue des biens fonciers de la famille. Elle est inféodée avec Lübtow, Suckow an der Plöne, Ückerhof, Muscherin, Pumptow, Sallentin, Plönzig, Klemmen, Sabitz, Krüssow, Rischow, Isynger et Brünecke ainsi qu'avec le Bede (redevance) de Damnitz. Au cours de la deuxième moitié du XVIIIe siècle, la propriété foncière s'est encore agrandie et arrondie.
De 1783 à 1875, la famille fournit presque continuellement l'administrateur de l'arrondissement de Pyritz.
En 1932, les biens de Lübtow, Suckow et Schöningsburg sont vendus aux enchères. Dans un premier temps, la famille peut toutefois conserver la plupart de ses biens fonciers. Après 1945, les biens fonciers de la famille sont expropriés par l'État polonais sans indemnisation.

## Armoiries

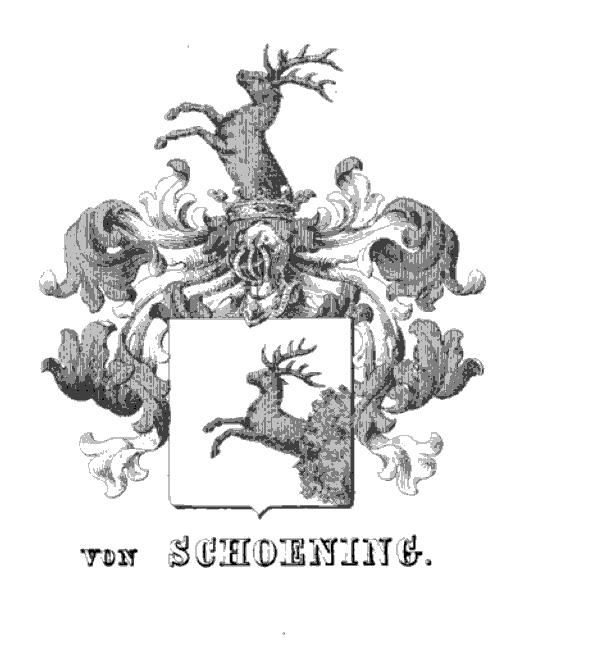
Armoiries de la famille von Schöning

Le blason montre en argent un cerf (de) rouge sautant d'un buisson vert. Sur le casque avec des lambrequins rouges et argentées, un cerf rouge en pleine croissance.

## Personnalités
- Hans Adam von Schöning (1641–1696), maréchal de Brandebourg et de Saxe
- Hans Ehrenreich von Schöning (de) (1648–1710), général de division prussien et chef du 9e régiment de cuirassiers
- Lüdecke Ernst von Schöning (de) (1649–1693), général de Brandebourg et de Saxe, gouverneur de Magdebourg
- Friedrich Wilhelm von Schöning (de) (1660–1730), administrateur prussien de l'arrondissement de Landsberg-sur-la-Warthe (de)
- Emanuel von Schöning (1690–1757), général de division prussien et chef du 46e régiment d'infanterie
- George Wilhelm von Schöning (de) (1700–1745), administrateur prussien de l'arrondissement de Landsberg-sur-la-Warthe
- Louise-Éleonore von Schöning (1708-1784), noble prussienne
- Wilhelm Richard von Schöning (de) (1709-1781), administrateur prussien de l'arrondissement de Soldin (de)
- Hans Friedrich von Schöning (de) (1717-1787), président de la chambre prussienne de Stettin
- Christoph Friedrich von Schöning (de) (1737–1797), général de division prussien
- Ernst von Schöning (de) (1743–1823), lieutenant général prussien et chef du 11e régiment d'infanterie
- Gotthard von Schöning (1744–1798), officier prussien, a agi pour le roi Frédéric le Grand lors d'une mission secrète au Portugal, en Espagne et en Hollande
- August Ernst von Schöning (de) (1745–1807), administrateur prussien de l'arrondissement de Pyritz
- Carl Heinrich von Schöning (1750–1824), administrateur prussien de l'arrondissement de Lebus (de)
- Christian Stephan von Schöning (de) (1751–1802), administrateur prussien de l'arrondissement de Landsberg-sur-la-Warthe
- August Peter von Schöning (de) (1780–1858), administrateur prussien de l'arrondissement de Pyritz
- Hans Wilhelm von Schöning (1786–1842), administrateur prussien de l'arrondissement de Züllichau-Schwiebus (de)
- Kurd von Schöning (1789–1859), général de division prussien et historien militaire, maréchal de la cour du prince Charles
- Ludwig von Schöning-Megow (de) (1822-1882), officier, propriétaire de manoir et député de la chambre des représentants de Prusse
- Wilhelm von Schöning (de) (1824-1902), administrateur prussien de l'arrondissement de Pyritz et député du Reichstag
- Hermann von Schöning (de) (1825–1898), député de la chambre des représentants de Prusse et député du Reichstag